# フリーウィル
株式会社フリーウィル（Free-Will）は、音楽・映像ソフトの制作も手がける、日本の独立系レコード会社。代表取締役は冨岡裕（ダイナマイト・トミー）。ヴィジュアル系などを扱うレーベルとしては最大規模の会社で、DIR EN GREY等などの人気アーティストを多数抱える。

## ポリシー
代表取締役である冨岡が元々アーティストであった経験から、所属アーティストに対して様々なアドバイスがなされている。

## 沿革
1986年、ダイナマイト・トミーが自身のバンドCOLORのファーストEP「MOLT GRAIN」をリリースするためにフリー・ウィル・レコードを設立したのが始まり。1980年代後半から1990年代にかけて多くの人気を博したヴィジュアル系ロックバンドが所属していたことにより、昔は「東のエクスタシー、西のフリーウィル」とも呼ばれていた。ちなみにエクスタシーとはYOSHIKIの主宰するエクスタシーレコード（現在は事実上運営は終了しているがX JAPAN復活に際し復活した）のこと。
1996年頃より傘下のレーベルや交流のあるバンドのCDの流通に深く携わるようになった。傘下のSunKradにDIR EN GREYが所属している。欧州圏向けの販売戦略を押し進めてもおり、所属バンドであった蜉蝣が2005年にヨーロッパ公演を行った。
DIR EN GREYは米インディーズレーベル「ワーコン・エンタープライズ」と契約、『Withering to death.』『THE MARROW OF A BONE』の2枚のアルバムを全米でリリース。2007年2月には全米ツアーを実施し多くのファンを獲得。

## 所属アーティスト
SunKrad
- DIR EN GREY
- MERRY
- DOG in Theパラレルワールドオーケストラ
- sukekiyo
- 2o Love to Sweet Bullet

ism
- kannivalism
- 圭

Einustar records
（現在の在籍バンドは0組）
HAVELL PLOT
（現在の在籍バンドは0組）
S'CUBE
（現在の在籍バンドは0組）
Resistar Records
- DOG in Theパラレルワールドオーケストラ
- BugLug

Riostar Records
（現在の在籍バンドは0組）
DAMAGE
- キズ
- sugar

ANTHIVE records
（現在の在籍バンドは0組）

## Fire Wall Division / FIREWALL DIV.
Fire Wall DivisionおよびFIREWALL DIV.は、フリーウィルがソニー・ミュージックソリューションズに販売を委託している、フリーウィル運営のメジャー・レーベル。DIR EN GREY、12012（NAYUTAWAVE RECORDSから移籍）、MERRY（ビクターエンタテインメントから移籍）、baroque（再結成後）らの作品が同レーベルよりリリースされている。現在フリーウィル傘下のアーティストのほぼ全て（baroque除く）がこのレーベルから発売している。

## かつて所属したバンド
- COLOR
- BY-SEXUAL
- かまいたち
- BILLY & THE SLUTS
- DECAMERON
- 幻覚アレルギー
- しいもんきい
- BA-RA-VA-LA
- RESET & NEXT
- BELLZLLEB
- noitpircsed 〈eht〉 dnoyeb
- ジョリーピックルス
- 妖花
- Red Tail Cat
- La misé a mourlé
- LOVE MANIA
- Amphibian
- SPEED-iD
- vogue
- 蜉蝣
- Ruvie
- Eile de Mu
- PuppetMammy
- 華族
- MADARA
- RENTRER EN SOI
- bis
- KLACK
- 12012
- Blu-BiLLioN
- LEZARD
- LOUD GRAPE
- 弾丸 NO LIMIT
- ジャックケイパー
- gulu gulu
- BAROQUE
- the studs
- 大佑と黒の隠者達
- boogieman
- Rivet
- ヴァニキル
- 蟻

## 終了したレーベル
soleil
- WITH:SEXY
- S
- La Mule
- 美流沙汝

Matina
- syndrome
- Madeth gray'll
- MIRAGE
- DAS:VASSER

SHINING
- RAPES
- ROM

NEW HORIZON
- マキシマムザホルモン
- 武将
- Cut The Crap
- UNDER the SUN
- ザ☆ペラーズ

BIG FOREST RECORD
- PULSE
- MisLead
- Leon
- INDY NOSEBONE

FULLFACE
- ゼリ→

STORM
- Philia